# Litsea barringtonioides
Litsea barringtonioides är en lagerväxtart som beskrevs av André Joseph Guillaume Henri Kostermans. Litsea barringtonioides ingår i släktet Litsea och familjen lagerväxter. Inga underarter finns listade i Catalogue of Life.